# RIM-156 Standard Missile 2ER Block IVA
RIM-156 Standard Missile 2 ERAM Block IVA – planowany do wprowadzenia do służby w roku 2003 amerykański morski pocisk przeciwlotniczy dalekiego zasięgu rodziny Standard.
Według pierwotnych planów, RIM-156 SM-2ER Block IVA miał wejść na wyposażenie krążowników i niszczycieli rakietowych morskiego systemu Aegis BMD marynarki wojennej Stanów Zjednoczonych. Budżet US Navy na rok budżetowy 2002 zabezpieczał kwotę 2,2 mld dolarów USD na zakup ponad 400 pocisków SM-2ER Block IVA, jednakże grudniu 2001 roku – już po przeprowadzeniu kilku testów pocisku w locie – z powodu przekroczenia o 50% zaplanowanego budżetu programu oraz jego znacznych opóźnień, cały program pocisku RIM-156 SM-2ER Block IVA został anulowany. 
Opracowane w ramach tego programu technologie pozwoliły jednak na opracowanie na jego podstawie wyspecjalizowanego kinetycznego pocisku antybalistycznego Raytheon RIM-161 Standard Missile 3 Block IA, wykorzystującego technologię Hit-to-Kill. 